# Kong Sizhen
Kong Sizhen, född 1641, död okänt år, var en kinesisk befälhavare och prinsessa. 
Kong Sizhen var dotter till Kong Youde (död 1652), en kinesisk general som hade anslutit sig till Manchudynastin 1633 och som erkänsla för sina bedrifter i manchuernas tjänst hade belönats med titeln prins. Vid faderns död fördes hon till kejsarhovet och fick titeln kejserlig prinsessa. Kong Sizhen blev i ett äktenskap arrangerat av kejsarhovet bortgift med Sun Yanling, som på hennes begäran utsågs till militärguvernör i Guanxi, där hennes far tidigare varit posterad. Hennes make anslöt sig år 1673 till Wu Sanguis uppror, men tvingades under ett myteri överlämna befälet över sin armé till Kong Sizhen, som var trogen manchuerna och som sedan anförde den mot honom. Hon kvarstod i sin tjänst som militärbefälhavare i kejserliga armén upproret ut. Hennes position var närmast unik för en kvinna i det dåtida Kina. 